# إميل ثينبوندت
إميل ثينبوندت (مواليد 1904) هو سبّاح بلجيكي، مثّل بلاده في الألعاب الأولمبية الصيفية 1924.

## روابط خارجية
إميل ثينبوندت على موقع أوليمبيديا (الإنجليزية)